# Моренов релеф „Ла Сера ди Ивреа“
Мореновият релеф „Ла Сèра ди Иврèа“ (на италиански: Serra morenica di Ivrea), накратко „Сèра ди Иврèа“ (на италиански: Serra di Ivrea, на пиемонтски: Sèra d'Ivrèja), е моренов релеф с ледников произход, датиращ от Кватернера.
Той е най-голямото подобно образувание от ледниковия период в Европа. Намира се в регион Пиемонт, Северна Италия. Принадлежи към обширния комплекс на Мореновия амфитеатър на Ивреа и е неговата лява странична морена. Простира се на територията от село Андрате (в Метрополен град Торино) до портите на градчето Каваля (в Провинция Биела).

## История
Ла Сера ди Ивреа се е образувала през плейстоцена. Доказателствата за това са видими в района на Канавезе под формата на ледникови и флувиално-ледникови отлагания.

Ледниковият език и неговият най-южно изтласкан моренов кордон са се образували преди 455 – 300 хил. години. Става въпрос за Мореновия амфитеатър на Ивреа, който се формира на североизток от засегнатата от образуването зона, където са видими различните ледникови пулсации, дали началото на внушителни моренови отлагания. Именно сред тях е и „Сера ди Ивреа“ – лявата странична морена, образувана благодарение на ледника Бàлтеа на Вале д'Аоста.

## Описание
Ла Сера тръгва от южните склонове на планината Колма ди Момбароне (2371 м) – част от Пенинските Алпи, върви в почти права посока на югоизток в продължение на около 25 км и се „разбива“ в хълмовете около езерото Вивероне. Състои се от поредица от паралелни хребети, най-високият от които достига максимална височинна разлика от 800 м спрямо равнината, разположена във вътрешността на Мореновия амфитеатър на Ивреа в района на село Андрате. Тази височинна разлика постепенно намалява на изток, за да достигне до около 280 м близо до село Дзимоне. Главното било е разположено на границата между Метрополен град Торино и Провинция Биела. Между мореновите му кордони в района на Биела текат няколко водни потока, най-важните от които са потоците Олобия и Виона, притоци на река Елво.
Районът е богат на ледникови езера, сгушени сред различните моренови находища. Основните сред тях са езерото Вивероне, езерото Бертиняно и групата от Петте моренови езера, най-голямото от които е Сирио.
В допълнение към интересните маршрути за планинско колоездене естествената среда на Ла Сера предлага зони, култивирани с лозя, редуващи се с огромни кестенови гори, пресичащи се с поляни и малки села (като Боленго, Буроло, Киаверано), и села, струпани около древната им камбанария.
Сред езерата, до които може да се стигне пеша, на колело или на кон, възхищавайки се на флората и фауната, се открояват езерата с моренов произход Сан Микеле (най-малкото, но най-близкото до град Ивреа), езерото Сирио, Черното езеро (Лаго Неро), езерото Пистоно (по бреговете на което през 19 век са открити останките на лодка, бронзова брадва и меч от периода 1400 –800 г. пр.н.е., признаци за наличието на наколно селище) и езерото Кампаня. В района интересна дестинация са т. нар. „балеринови земи“ (на италиански: terre ballerine) близо до градчето Монталто Дора, представляващи зона от подвижна почва върху торф.

## Забележителности
Този мащабен обект, в допълнение към значителния ландшафтен и геоморфологичен интерес, съдържа многобройни елементи от биологичен интерес, въз основа на които е предложен да бъде включен в категорията на Местообитанията от интерес за Общността (SIC). Този избор е мотивиран от наличието на богата херпетофауна (6 вида влечуги и най-малко 7 земноводни) и на особено интересни фитоценози, свързани с влажна среда. 
Повечето среди са от горски тип: има alneti – растителна група от субалпийската низина, която се простира по свлачищата по склоновете и по наносните конуси на склоновете, обърнати на север, богати на влажност или по бреговете на водните пътища, (вкл. и по склона), както и кленови ясенови дървета и дъбово-габърни дървета, които са от значителен интерес, но са малко разпространени. Кестеновите гори (Castanea sativa) са широко разпространени, но поради изсичането и ограничените размери на дърветата не са от особен натуралистичен интерес.
Мястото е важен хабитат на потопени и плаващи растителни общества в еутрофни езера и блата, на земноводни и на едногодишни растителни общества по бреговете на тихи води – биоценози от множество редки растителни видове или от такива от интерес за опазване, сред които Eleocharis carniolica и Lindernia procumbens. Сред флората на влажната среда има и няколко вида, включени в регионалния червен списък на Пиемонт: Peplis portula, Ludwigia palustris, Juncus bulbosus и Scutellaria minor; редките видове папрати Blechnum spicant и Osmunda regalis и ориенталският вид Epimedium alpinum, който намира тук своята западна граница на разпространение.

Голямата херпетологична популация се състои от 9 вида от значение за Общността: по отношение на земноводните популацията на италианския гривест тритон (Triturus carnifex) и на точковия тритон (Triturus vulgaris meridionalis) са от голям регионален интерес. Значимо е наличието на два защитени рибни вида: бабушка (Leuciscus souffia) и паданска минога (Lethenteron zanandreai), последната от които е изложена на риск от изчезване в Пиемонт. 
Няма публикувани данни за живота на птиците, като сред тях посочени като виещи гнезда са козодоят (Caprimulgus europaeus), червеногърбата сврачка (Lanius collurio) и осоядът (Pernis apivorus).
Лепидоптерите са около 50 вида, 3 от които представляват интерес за Общността: Euplagia quadripunctaria, Lycaena dispar и красивата Zerynthia polyxena. Важен е и много редкият Mellicta britomartis, известен в Италия само във Фриули и тук, на границата между това място и територията на езерата на Ивреа (въпреки че не е открит през последните години). Освен това сред безгръбначните са открити няколко станции на речни раци (Austropotamobius pallipes) и има 13 вида одонати, включително няколко редки като Aeshna affinis.